# Berg (Kampenhout)
Berg is een deelgemeente van Kampenhout in de provincie Vlaams-Brabant. Het is zowel qua oppervlakte als qua bevolkingaantal de op een na grootste deelgemeente (telkens na Kampenhout). Ten zuiden van Berg ligt het natuurgebied "Torfbroek". Berg was een zelfstandige gemeente tot aan de gemeentelijke herindeling van 1977.

## Toponymie
Berg dankt zijn naam aan het feit dat de kerk op een klein heuveltje ligt (circa 26 meter boven zeeniveau). Zo kon men die kerk vroeger van tamelijk ver zien, omdat er weinig andere gebouwen waren behalve enkele boerderijen.

## Geschiedenis
Berg werd voor het eerst vermeld in  1142, als Berga. Het betreft een kleine verhoging van het terrein.
Van oorsprong waren er twee parochies: Berg en Lille.  Voor beide berustte het patronaatsrecht bij de Sint-Adriaansabdij. De heerlijkheid Lille behoorde achtereenvolgens aan de families van Lille, Heenkenshout, vanaf 1429 aan Schoonhoven-Boote en vanaf 1483 aan Filips Hinckaert en opvolgers. De heerlijkheid Berg kwam in 1559 aan Frans Hinckaert die kleinzoon van Filips was. Maximiliaan Hinckaert, heer van Lille, stierf waarschijnlijk in een duel en werd in 1657 samen met zijn vrouw in een kapel te Lille begraven. De erfgenamen verkochten beide heerlijkheden aan Karel van Dongelberg, waardoor ze herenigd werden. Deze heerlijkheid kwam daarna nog aan de families de Marselaer en van Steelant. Een derde heerlijkheid, te Ruttert genaamd, werd in 1753 verkocht aan Karel Benedikt van Steeland en werd zodoende verenigd met Berg en Lille.
In 1925 vond de pastoor een te vondeling gelegd kind. Dit zou de latere wielrenner Raymond Impanis zijn worden. Deze veronderstelling berust op een misverstand.

### Vliegtuigcrash
In 1961 vond een vliegtuigcrash op het grondgebied van Berg plaats waarbij 73 mensen omkwamen.

## Bezienswaardigheden

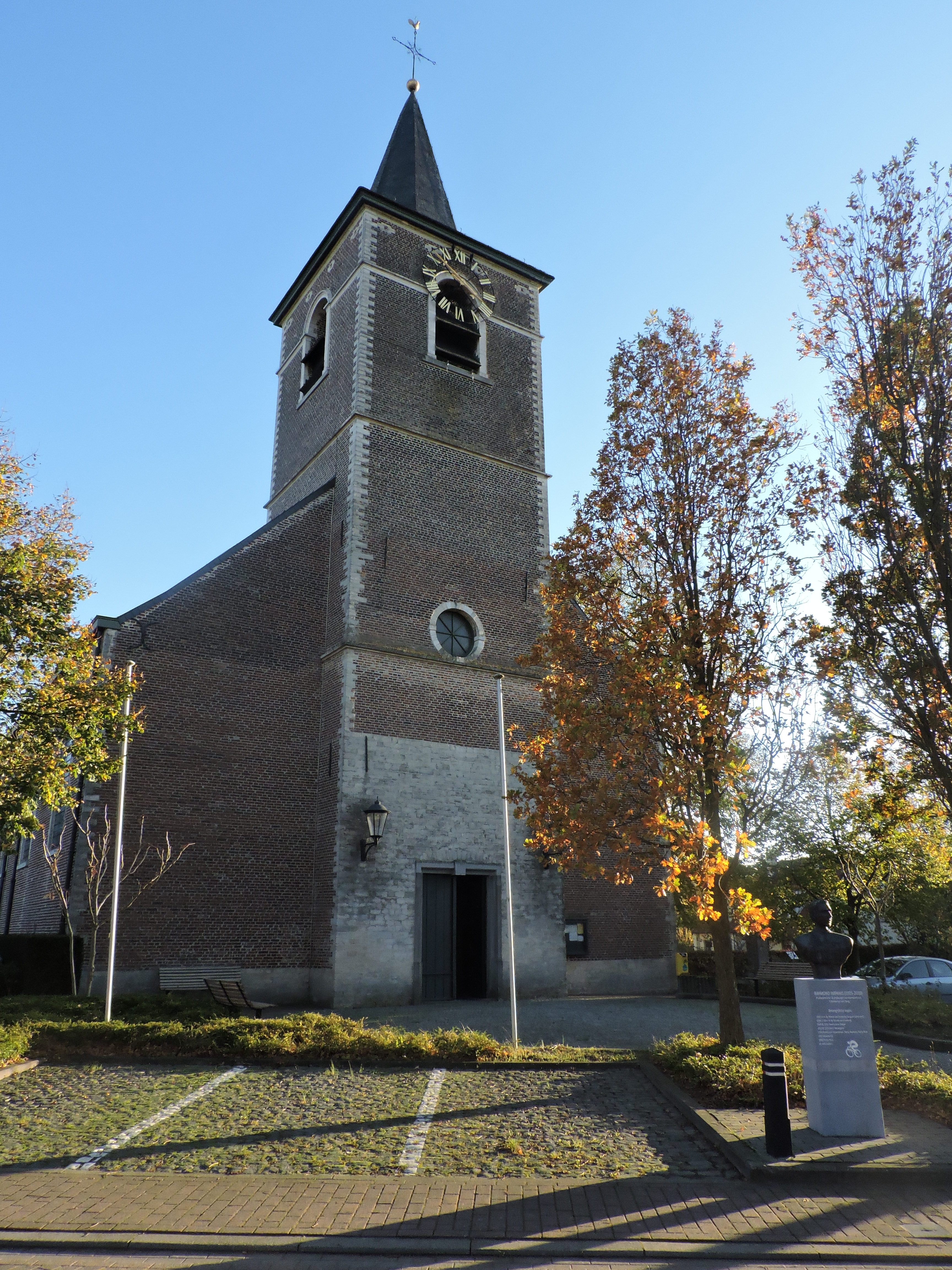
De Sint-Servasiuskerk van Berg met daarbij een buste van de Belgische wielrenner Raymond Impanis.

- De Sint-Servatiuskerk.
- buste van Raymond Impanis.
- De Schandpaal
- Het Kasteel Dellafaille
- De Sint-Servatiuskapel

## Natuur en landschap
Berg ligt in Zandlemig Vlaanderen en de hoogte varieert van 10-24 meter. Het belangrijkste natuurgebied is het Torfbroek, een laagte waar doorheen de Kelbeek stroomt.

## Demografische ontwikkeling
- Bronnen:NIS, Opm:1831 tot en met 1970=volkstellingen; 1976 = inwoneraantal op 31 december

## Bekende Bergenaars
geboren of woonachtig:
- Willem Eekelers, politicus, redacteur, syndicalist
- Raymond Impanis, wielrenner

## Nabijgelegen kernen
Kampenhout, Nederokkerzeel, Melsbroek, Perk, Elewijt